# 680er
Portal Geschichte | Portal Biografien | Aktuelle Ereignisse | Jahreskalender | Tagesartikel

◄ |
6. Jh. |
7. Jahrhundert
| 8. Jh. | ►

◄ |
650er |
660er |
670er |
680er
| 690er | 700er | 710er | ►

680 |
681 |
682 |
683 |
684 |
685 |
686 |
687 |
688 |
689

## Ereignisse
- 680: Schlacht von Kerbela im Irak, der Tod von al-Husain ibn ʿAlī wird der Ausgangspunkt für die Trennung von Schiiten und Sunniten.
- 680 bis 681 Drittes Konzil von Konstantinopel verdammt die monotheletische Lehre.
- Der Angelsachse Wigbert beginnt mit der Missionierung der Friesen.
- um 689: Angenommene Mission und Martyrium des „Frankenapostels“ Kilian und seiner Gefährten.